# Prats humits montans d'Àfrica oriental
Els prats humits montans de l'Àfrica oriental són una ecoregió de praderies i arbustos de muntanya que ocupa diversos cims d'alta muntanya a Kenya, Sudan del Sud, Tanzània i Uganda. El codi assignat per la WWF per aquesta ecoregió és AT1005.
L'ecoregió ocupa una superfície de 3.300 quilòmetres quadrats, que s'estén des de les muntanyes Imatong del Sudan del Sud fins al Mont Elgon a la frontera Uganda-Kenya, el Mont Kenya a Kenya i el Mont Meru, el Mont Kilimanjaro i el cràter de Ngorongoro tots tres a Tanzània.

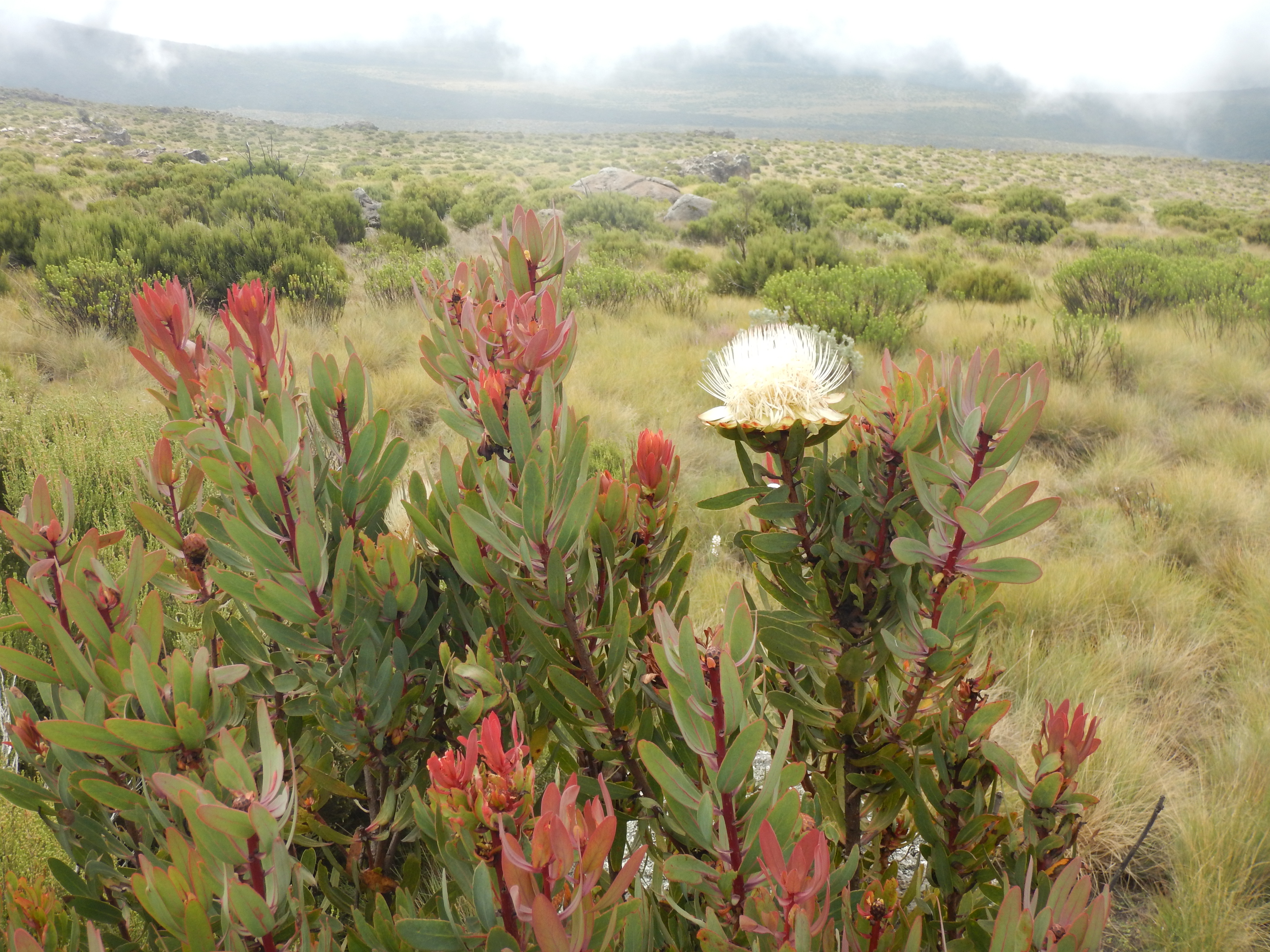
Paisatge de praderia típica de l'ecoregió amb un exemplar del gènere Protea en primer pla

L'ecoregió ocupa zones superiors als 3.500 metres d'altitud. Per sota de les praderies humides montanes es troba l'ecoregió dels boscos montans de l'Àfrica oriental. La flora del sud de l'Àfrica oriental té molt en comú amb la dels paisatges montans Rwenzori-Virunga.

## Estat de Conservació
L'ecoregió hom considera en estat "relativament estable / intacte"